# عبدالله قرداش
عبدالله قرداش معروف به حاجی عبدالله العفری و ملقب به پروفسور و ویرانگر یکی از اعضای داعش و شخصی است که گفته می‌شد جانشین ابوبکر بغدادی است. به نوشتهٔ روزنامهٔ تایمز، سابقهٔ آشنایی قرداش با بغدادی به سال ۲۰۰۳ بازمی‌گردد. این‌دو در آن زمان به جرم همکاری با القاعده در کمپ بوکای بصره زندانی بودند.
دو روز پس از مرگ بغدادی، دونالد ترامپ در توئیتر اعلام کرد «گزینهٔ نخست برای جانشینی ابوبکر بغدادی» هم کشته شده‌است. ترامپ در توئیتش نامی از این شخص نبرده بود اما آمریکا همزمان با مرگ بغدادی خبر کشته شدن ابوالحسن مهاجر (سخنگوی داعش) به همراه یکی از مقام‌های رده بالای این گروه را داده بود.
در ۹ آبان ۱۳۹۸ داعش در یک بیانیهٔ صوتی ابو ابراهیم الهاشمی القریشی را به‌عنوان خلیفهٔ جدیدشان معرفی کردند.